# Zooey Deschanel
Zooey Claire Deschanel (pronunție în engleză [ˈzoʊ.iː ˌdeɪʃəˈnɛl]; n. 17 ianuarie 1980, Los Angeles, California, SUA) este o actriță și cantautoare americană. În 1999 și-a făcut debutul în cinematografie în filmul Mumford. Rolul care a consacrat-o însă a fost cel din Almost Famous, filmul semi-autobiografic regizat de Cameron Crowe, în care a jucat rolul Anitei. Au urmat filme precum Elf din 2003, The Hitchhiker's Guide to the Galaxy din 2005 și Cum să dai afară din casă un burlac de 30 de ani din 2006. Au urmat și rolurile principale în filmele Yes Man din 2008 sau (500) Days of Summer din 2009.
Pentru câțiva ani, din 2001, Deschanel a jucat în cabaretul If All the Stars Were Pretty Babies alături de actrița Samantha Shelton. A făcut echipă cu M. Ward alături de care a scos un album de debut, Volume One. Al doilea album, Volume Two, a fost lansat în martie 2010.

## Biografie

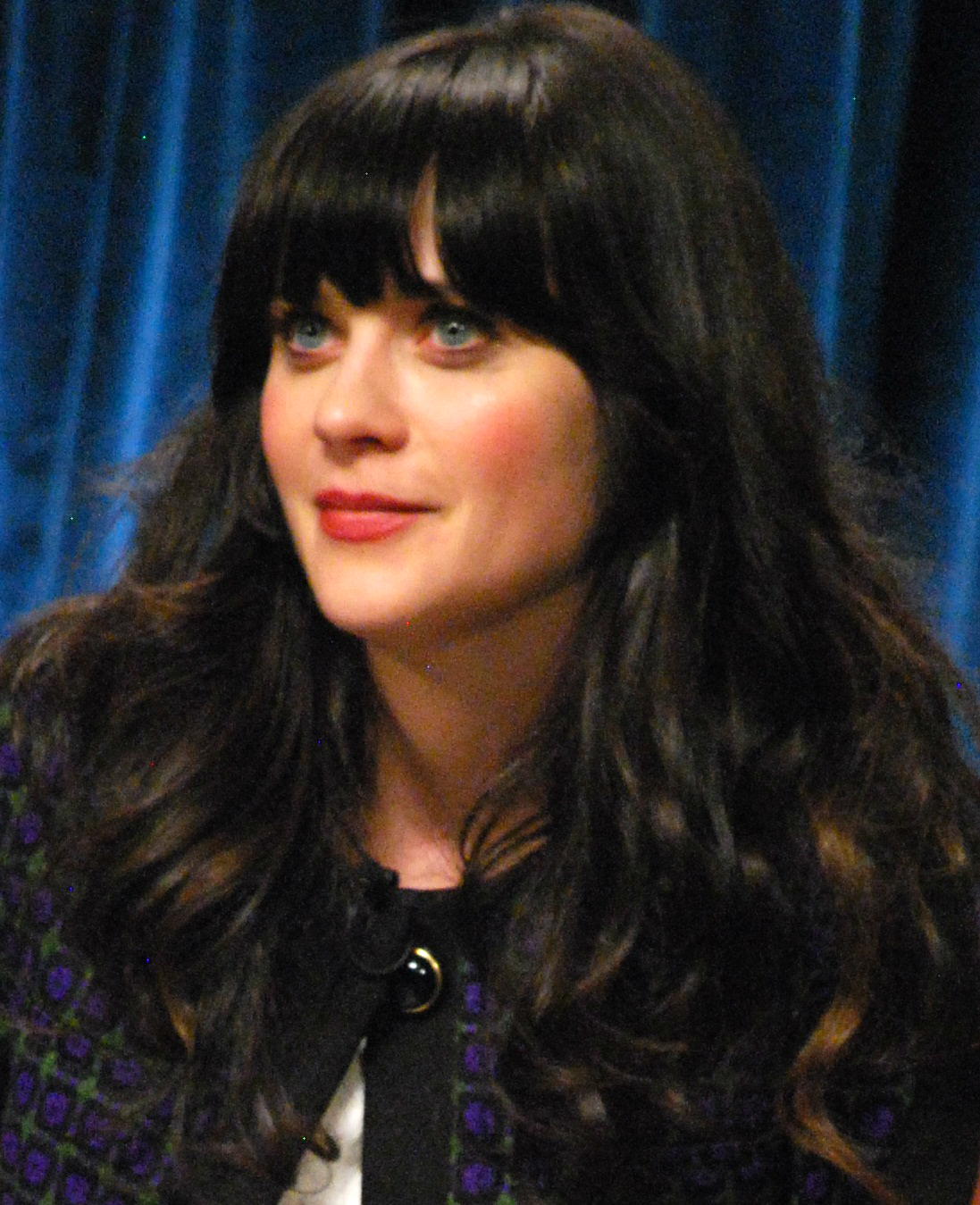
Deschanel la PaleyFest 2012 vorbind despre New Girl

Zooey Deschanel s-a născut pe 17 ianuarie 1980, în Los Angeles, Statele Unite, fiind fiica cameramanului și regizorului nominalizat la Oscar Caleb Deschanel și a actriței Mary Jo Deschanel (născută Weir). Are descendenți francezi și irlandezi și este nepoata lui Paul Deschanel, al 11-lea Președinte al Franței. Părinții săi i-au pus acest nume după Zooey Glass, protagonistul nuvelei lui Salinger Franny and Zooey. Sora ei mai mare, Emily Deschanel, este și ea actriță și star de televiziune în seria Bones. A trăit în Los Angeles, dar aproape toată adolescența sa și-a petrecut-o călătorind datorită slujbei tatălui său. Tocmai de aceea mai târziu a mărturisit că urăște să călătorească.  A urmat cursurile școlii private Crossroads, din Santa Monica, California, unde s-a împrietenit cu Jake Gyllenhaal și Kate Hudson. A cântat la liceu, dorindu-și o carieră în teatrul muzical. Șapte luni a învățat și la Universitatea Northwestern, dar a renunțat pentru cariera de actriță.

## Filmografie

### Film
| An   | Titlu                                                            | Rol                 | Note           |
| ---- | ---------------------------------------------------------------- | ------------------- | -------------- |
| 1999 | Mumford                                                          | Nessa Watkins       |                |
| 2000 | Almost Famous                                                    | Anita Miller        |                |
| 2001 | Manic                                                            | Tracy               |                |
| 2002 | The Good Girl                                                    | Cheryl              |                |
| 2002 | Abandon                                                          | Samantha Harper     |                |
| 2002 | Big Trouble                                                      | Jenny Herk          |                |
| 2002 | The New Guy                                                      | Nora                |                |
| 2002 | Sweet Friggin' Daisies                                           | Zelda               | Film scurt     |
| 2003 | Whatever We Do                                                   | Nikki               | Film scurt     |
| 2003 | All the Real Girls                                               | Noel                |                |
| 2003 | It's Better to Be Wanted for Murder Than Not to Be Wanted at All | Gas Station Girl    |                |
| 2003 | House Hunting                                                    | Christy             | Film scurt     |
| 2003 | Elf                                                              | Jovie               |                |
| 2004 | Eulogy                                                           | Kate Collins        |                |
| 2005 | The Hitchhiker's Guide to the Galaxy                             | Trillian            |                |
| 2005 | Winter Passing                                                   | Reese Holden        |                |
| 2006 | Failure to Launch                                                | Kit                 |                |
| 2006 | Live Free or Die                                                 | Cheryl              |                |
| 2007 | The Good Life                                                    | Frances             |                |
| 2007 | The Go-Getter                                                    | Kate                |                |
| 2007 | Bridge to Terabithia                                             | Ms. Edmunds         |                |
| 2007 | Flakes                                                           | Miss Pussy Katz     |                |
| 2007 | Raving                                                           | Katie               | Film scurt     |
| 2007 | Surf's Up                                                        | Lani Aliikai (voce) |                |
| 2007 | The Assassination of Jesse James by the Coward Robert Ford       | Dorothy Evans       |                |
| 2008 | Gigantic                                                         | Happy Lolly         |                |
| 2008 | The Happening                                                    | Alma Moore          |                |
| 2008 | Yes Man                                                          | Allison             |                |
| 2009 | (500) Days of Summer                                             | Summer Finn         |                |
| 2011 | Our Idiot Brother                                                | Natalie             |                |
| 2011 | Your Highness                                                    | Belladonna          |                |
| 2015 | Rock the Kasbah                                                  |                     | Post-producție |
| 2015 | The Driftless Area                                               | Stella              | Post-producție |

### Televiziune
| An            | Titlu                 | Rol                       | Note                                             |
| ------------- | --------------------- | ------------------------- | ------------------------------------------------ |
| 1998          | Veronica's Closet     | Elena                     | Episodul: "Veronica's Fun and Pirates Are Crazy" |
| 2002          | Frasier               | Jen                       | Episodul: "Kissing Cousin"                       |
| 2004          | Cracking Up           | Heidi                     | Episodul: "Birds Do It"                          |
| 2005          | Once Upon a Mattress  | Lady Larken               | Film                                             |
| 2005, 2013    | American Dad!         | Diverse voci              | 2 episoade                                       |
| 2006–07       | Weeds                 | Kat                       | 4 episoade                                       |
| 2007          | Tin Man               | DG                        | Rolul principal                                  |
| 2008, 2012–13 | The Simpsons          | Mary Spuckler (voce)      | 3 episoade                                       |
| 2009          | Bones                 | Margaret Whitesell        | Episodul: "The Goop on the Girl"                 |
| 2010          | Funny or Die Presents | Mary Todd Lincoln         | Sketch: "Drunk History Vol. 5"                   |
| 2011–18       | New Girl              | Jessica "Jess" Day        | Rolul principal; + producătoare                  |
| 2012          | Saturday Night Live   | Host / various characters | Episodul: "Zooey Deschanel/Karmin"               |

## Discografie

### Soundtracks
| An   | Cântec | Soundtrack           |
| ---- | --- | -------------------- |
| 2003 | "Baby, It's Cold Outside" with Leon Redbone | Elf                  |
| 2005 | "In a Little While" with Matthew Morrison | Once Upon a Mattress |
| 2008 | - "Yes Man" - "Sweet Ballad" - "Uh-huh" - "Keystar" with Von Iva - "Can't Buy Me Love" with Jim Carrey | Yes Man              |
| 2009 | "Sugar Town" | (500) Days of Summer |
| 2011 | - "A Very Important Thing to Do" - "Everything is Honey" with Jim Cummings and Robert Lopez - "Winnie the Pooh" with M. Ward - "So Long" with M. Ward - "Finale" with Jim Cummings, Robert Lopez and cast | Winnie the Pooh      |
| 2011 | "The Greatest Most Beautiful Love Song in All the Land" with James Franco | Your Highness        |
| 2011 | "Hey Girl" | New Girl OST         |
| 2014 | "Fallinlove2nite" with rince and 3rdeyegirl for New Girl | Plectrum Electrum    |

### Apariții pe alte albume
| An   | Album                                     | Cântec                                                                                    | Formație/Cântăreț |
| ---- | ----------------------------------------- | ----------------------------------------------------------------------------------------- | ----------------- |
| 2007 | Open Your Heart EP                        | "Chiquitita"                                                                              | Lavender Diamond  |
| 2007 | Nighttiming                               | - "Slowly" - "Ask Her To Dance"                                                           | Coconut Records   |
| 2008 | Acid Tongue                               | - "The Next Messiah" - "Carpetbaggers" - "Trying My Best to Love You" - "Jack Killed Mom" | Jenny Lewis       |
| 2009 | Hold Time                                 | - "Never Had Nobody Like You" - "Rave On"                                                 | M. Ward           |
| 2010 | The Place We Ran From                     | - "Get on the Road" - "Point Me at Lost Islands"                                          | Tired Pony        |
| 2011 | Listen to Me: Buddy Holly (tribute album) | "It's So Easy"                                                                            |                   |
| 2012 | A Wasteland Companion                     | - "Me and My Shadow" - "Sweetheart"                                                       | M. Ward           |
| 2012 | Chasing Away The Dots                     | "The Hippie Girl" with Ben Gibbard                                                        | Mike Coykendall   |
| 2012 | Former Lives                              | "Something's Rattling (Cowpoke)"                                                          | Benjamin Gibbard  |
| 2014 | Plectrum Electrum                         | "FALLINLOVE2NITE"                                                                         | Prince            |

### She & Him
Albume de studio
- Volume One (2008)
- Volume Two (2010)
- A Very She and Him Christmas (2011)
- Volume 3 (2013)
- Classics (2014)

Soundtracks
- 2009: Sweetheart "I Put A Spell On You" (Starbucks' CD)
- 2007: The Go-Getter "When I Get To The Border"
- 2009: (500) Days of Summer "Please, Please, Please, Let Me Get What I Want"

## Premii și nominalizări
| An   | Premiu                           | Categorie                                                               | Lucrare nominalizată | Rezultat     |
| ---- | -------------------------------- | ----------------------------------------------------------------------- | -------------------- | ------------ |
| 2003 | Mar del Plata Film Festival      | Best Actress                                                            | All the Real Girls   | Câștigat     |
| 2004 | Independent Spirit Award         | Best Female Lead                                                        | All the Real Girls   | Nominalizare |
| 2009 | Satellite Award                  | Best Actress in a Motion Picture Musical or Comedy                      | (500) Days of Summer | Nominalizare |
| 2011 | Satellite Award                  | Best Performance by an Actress in a Musical or Comedy Television Series | New Girl             | Nominalizare |
| 2012 | Golden Globe Award               | Best Actress – Television Series Musical or Comedy                      | New Girl             | Nominalizare |
| 2012 | Grammy Award                     | Best Song Written for Visual Media                                      | "So Long"            | Nominalizare |
| 2012 | Teen Choice Award                | Fashion Icon                                                            | N/A                  | Nominalizare |
| 2012 | Teen Choice Award                | Actress: Comedy                                                         | New Girl             | Nominalizare |
| 2012 | Critics' Choice Television Award | Best Actress in a Comedy Series (tied with Amy Poehler)                 | New Girl             | Câștigat     |
| 2012 | The Comedy Award                 | Comedy Actress                                                          | New Girl             | Nominalizare |
| 2012 | Emmy Award                       | Outstanding Lead Actress in a Comedy Series                             | New Girl             | Nominalizare |
| 2013 | Critics' Choice Television Award | Best Actress in a Comedy Series                                         | New Girl             | Nominalizare |
| 2013 | People's Choice Award            | People's Choice Award for Favorite TV Comedy Actress                    | New Girl             | Nominalizare |
| 2013 | Golden Globe                     | Best Actress – Television Series Musical or Comedy                      | New Girl             | Nominalizare |
| 2014 | Golden Globe                     | Best Actress – Television Series Musical or Comedy                      | New Girl             | Nominalizare |